# Turó de Can Nyerro
El Turó de Can Nyerro és una muntanya de 150 metres que es troba al municipi de Riudarenes, a la comarca de la Selva.